# Фролов, Илья Михайлович
Илья́ Миха́йлович Фроло́в (род. 4 апреля 1984, Самара, СССР) — российский пятиборец. Чемпион мира в личном зачёте (2008) и командном первенстве (2008, 2011), чемпион мира среди юниоров в команде (2004).

## Спортивная карьера
Пятиборьем занимается с 16 лет (первый тренер — Г. Ермолаева). Выступает за Российскую Армию. Имеет воинское звание капитан. В сборной команде с 2001 года. Проживает в Самаре.
Участвуя в Олимпиаде-2008 в Пекине, был 20-м.
Победитель Всемирных военных игр по современному пятиборью (2015).
Выступает за ЦСКА. Имеет воинское звание «майор».
Трёхкратный чемпион мира. Пятикратный чемпион Европы.

### Олимпийские игры
Олимпийские игры 2008
- На Олимпийских играх 2008 в Пекине  Китай выступал в личном первенстве.
- Итоговые результаты.

| Место | Спортсмен            | Возраст | стрельба результат/очки | фехтование результат/победы/поражения | плавание результат/очки | конкур | Кросс 3 км результат/очки | Сумма |
| 20    | Илья Фролов · Россия | 24 лет  | 178/1072                | 832/18V-17D                           | 2:04.01/1312            | 828    | 9:04.85/1224              | 5268  |

## Образование
Окончил Самарский государственный педагогический университет и Самарский государственный экономический университет.

## Награды и звания
- Заслуженный мастер спорта России
- Мастер спорта России международного класса